# Саут-Флорал-Парк (Нью-Йорк)
Саут-Флорал-Парк (англ. South Floral Park) — селище (англ. village) в США, в окрузі Нассау штату Нью-Йорк. Населення — 1741 особа (2020).

## Географія
Саут-Флорал-Парк розташований за координатами 40°42′49″ пн. ш. 73°42′1″ зх. д. / 40.71361° пн. ш. 73.70028° зх. д. (40.713503, -73.700396).  За даними Бюро перепису населення США в 2010 році селище мало площу 0,25 км², уся площа — суходіл.

## Демографія
Згідно з переписом 2010 року, у селищі мешкали 1764 особи в 530 домогосподарствах у складі 440 родин. Густота населення становила 7096 осіб/км².  Було 569 помешкань (2289/км²).
Расовий склад населення:
| - 57,5 % — чорних або афроамериканців - 22,2 % — білих - 7,9 % — азіатів - 1,0 % — корінних американців - 6,3 % — осіб інших рас |

До двох чи більше рас належало 5,1 %. Частка іспаномовних становила 17,9 % від усіх жителів.
За віковим діапазоном населення розподілялося таким чином: 24,0 % — особи молодші 18 років, 63,0 % — особи у віці 18—64 років, 13,0 % — особи у віці 65 років та старші. Медіана віку мешканця становила 37,3 року. На 100 осіб жіночої статі у селищі припадало 87,1 чоловіків;  на 100 жінок у віці від 18 років та старших — 82,7 чоловіків також старших 18 років.
Середній дохід на одне домашнє господарство  становив 102 230 доларів США (медіана — 91 250), а середній дохід на одну сім'ю — 108 133 долари (медіана — 104 861). Медіана доходів становила 44 042 долари для чоловіків та 51 389 доларів для жінок. За межею бідності перебувало 3,5 % осіб, у тому числі 7,9 % дітей у віці до 18 років та 0,0 % осіб у віці 65 років та старших.
Цивільне працевлаштоване населення становило 1059 осіб. Основні галузі зайнятості: освіта, охорона здоров'я та соціальна допомога — 34,1 %, будівництво — 9,3 %, роздрібна торгівля — 8,8 %.